# 謝多夫群島
謝多夫群島是俄羅斯的群島，由10個島嶼組成，屬於北地群島的一部分，行政方面由克拉斯諾亞爾斯克邊疆區負責管轄，面積60平方公里，最高點海拔高度49米。